# Halfbob
Halfbob, né Sylvain Chanteloube le 26 avril 1974 à Saint-Étienne, est un auteur de bande dessinée et illustrateur français.

## Biographie
Halfbob a été membre de l’association Trait d’encre entre 2001 et 2005, participant aux fanzines Murge et Sésame et publiant plusieurs fanzines personnels. Il s’est ensuite tourné vers le webcomic avec la publication en ligne de la BD jeune public Super Jean-Jacques.
En 2010 il a lancé un blog BD dédié au rock indépendant, Gimme indie rock, hébergé sur la plateforme de blogs des Inrocks, qui a été sélectionné pour la révélation blog du Festival d’Angoulême 2011, terminant à la troisième place.
Gimme indie rock a été publié sous forme de fanzine puis en deux livres par les éditions Vide Cocagne.
Il a été publié chez Futuropolis (Juniors sur un scénario d'Hervé Bourhis) et chez diverses maisons d'édition indépendantes (Poivre & Sel, Jarjille).
Également illustrateur, il collabore avec les magazines La Revue Dessinée et Topo et a déjà collaboré ponctuellement avec les webzines musicaux Gonzaï et Indie Rock Mag. Il met également en images pour Fleurus plusieurs livres de la collection Petites et grandes questions, et signe la plupart des pochettes de disques du label indépendant Influenza Records.
En 2017, le groupe de rock indépendant parisien Wonderflu lui dédie un morceau.

## Publications
- Elmer, la peluche qui parle, Jarjille, 2011
- Just Gimme Indie Rock, Vide Cocagne, 2011
- Melinda, Poivre & Sel, 2012
- Gimme More Indie Rock !, Vide Cocagne, 2013
- Juniors, avec Hervé Bourhis, Futuropolis, 2015
- Les réseaux sociaux, comment ça marche ?, avec Emmanuel Trédez, Fleurus, 2016
- Comment on fait pipi dans l'espace ?, avec Pierre-François Mouriaux, Fleurus, 2016
- Ça veut dire quoi, Liberté, Égalité, Fraternité ?, avec Diane Roman, Fleurus, 2016
- Filles, garçons : en fait, ça change quoi ?, avec Géraldine Maincent, Fleurus, 2016
- Les épinards, ça rend vraiment costaud ?, avec Aurélie Guerri, Fleurus, 2017
- Travailler, ça sert à quoi ?, avec Jacques-Olivier Pô, Fleurus, 2017